# Nadezhda Lijachova
Nadezhda Lijachova (en ruso: Надежда Лихачёва, Bugulmá, 18 de agosto de 1995) es una deportista rusa, nacionalizada kazaja, que compitió en halterofilia.
Ganó una medalla de bronce en el Campeonato Mundial de Halterofilia de 2018 y una medalla de plata en el Campeonato Europeo de Halterofilia de 2015.

## Palmarés internacional
| Representando a Rusia      |                        |                   |           |
| Campeonato Europeo         |                        |                   |           |
| Año                        | Lugar                  | Medalla           | Categoría |
| 2015                       | Tiflis (Georgia)       | Medalla de plata  | 63 kg     |
| Representando a Kazajistán |                        |                   |           |
| Campeonato Mundial         |                        |                   |           |
| Año                        | Lugar                  | Medalla           | Categoría |
| 2018                       | Asjabad (Turkmenistán) | Medalla de bronce | 71 kg     |